# Roddenberryus
Genre
Roddenberryus est un genre d'araignées aranéomorphes de la famille des Caponiidae.

## Distribution
Les espèces de ce genre se rencontrent au Mexique, au Guatemala, au Costa Rica et à Cuba.

## Description
Les espèces de Roddenberryus sont dotées de deux yeux.

## Liste des espèces
Selon World Spider Catalog (version 24.5, 17/09/2023) :
- Roddenberryus kirk Sánchez-Ruiz & Bonaldo, 2023
- Roddenberryus mccoy Sánchez-Ruiz & Bonaldo, 2023
- Roddenberryus pelegrina (Bryant, 1940)
- Roddenberryus sargi (F. O. Pickard-Cambridge, 1899)
- Roddenberryus spock Sánchez-Ruiz & Bonaldo, 2023

## Systématique et taxinomie
Ce genre a été décrit par Sánchez-Ruiz et Bonaldo en 2023 dans les Caponiidae.

## Étymologie
Ce genre est nommé en l'honneur d'Eugene Wesley Roddenberry.

## Publication originale
- Sánchez-Ruiz & Bonaldo, 2023 : « Strange new spiders: on Roddenberryus, a new and unusual caponiid genus (Araneae, Caponiidae). » European Journal of Taxonomy, vol. 891, p. 1-25 (texte intégral).